# Зубарево (посёлок, Пошехонский район)
Зубарево — посёлок в Пошехонском районе Ярославской области России. 
В рамках организации местного самоуправления входит в Ермаковское сельское поселение, в рамках административно-территориального устройства — в Федорковский сельский округ.

## География
Посёлок находится в северной части области, в подзоне южной тайги, на юго-восточном берегу Рыбинского водохранилища, вблизи места впадения в него реки Шашки, на расстоянии примерно 7 километров (по прямой) к западу-юго-западу от города Пошехонье, административного центра района. Абсолютная высота — 106 метров над уровнем моря.
Климат
Климат характеризуется как умеренно континентальный, с продолжительной холодной зимой и коротким умеренно тёплым летом. Среднегодовая температура воздуха — 2,9 — 3,5 °C. Годовое количество атмосферных осадков — 500—750 мм, из которых большая часть выпадает в тёплый период. Преобладающее направление ветра юго-западное.
Часовой пояс
Зубарево, как и вся Ярославская область, находится в часовой зоне МСК (московское время). Смещение применяемого времени относительно UTC составляет +3:00.

## Население
| 2002 | 2007 | 2010 |
| ---- | ---- | ---- |
| 263  | ↘253 | ↘179 |

Национальный состав
Согласно результатам переписи 2002 года, в национальной структуре населения русские составляли 99 % из 263 жителей.

## Инфраструктура
Сельский клуб, отделение почтовой связи № 152865, продуктовый магазин, фельдшерско-акушерский пункт (филиал Пошехонской центральной районной больницы).

## Общественный транспорт
Зубарево обслуживается пригородным автобусным маршрутом № 110 Пошехонье — Зубарёво.

## Улицы
Железнодорожная.